# Issia Wazy FC
Issia Wazy Football Club w skrócie Issia Wazy FC – iworyjski klub piłkarski grający w drugiej lidze, a niegdyś w pierwszej lidze iworyjskiej, mający siedzibę w mieście Issia.

## Sukcesy
- Puchar Wybrzeża Kości Słoniowej[1]:
  - zwycięstwo (1): 2005/2006
  - finał (1): 2006/2007

## Występy w afrykańskich pucharach
| Sezon | Rozgrywki           | Runda   | Kraj                          | Klub                 | Dom | Wyjazd | Dwumecz |
| ----- | ------------------- | ------- | ----------------------------- | -------------------- | --- | ------ | ------- |
| 2007  | Puchar Konfederacji | 1       | Demokratyczna Republika Konga | OC Bukavu Dawa       | 5–0 | 2–0    | 7–0     |
| 2007  | Puchar Konfederacji | 2       | Tunezja                       | Club Sportif Sfaxien | 1–0 | 0–2    | 1–2     |
| 2008  | Puchar Konfederacji | 1       | Togo                          | US Masséda           | 2–0 | 1–4    | 2–1     |
| 2010  | Puchar Konfederacji | wstępna | Niger                         | AS FAN               | 2–1 | 0–2    | 2–3     |

## Stadion
Domowe mecze klub rozgrywa na stadionie o nazwie Stade d’Issia w Issia, który może pomieścić 2000 widzów.

## Reprezentanci kraju grający w klubie
Stan na kwiecień 2023.
| - Siaka Bamba - Wilfried Bony - Koffi Bouah - Abdoul Karim Cissé - Ibrahima Diomandé - Fabius Dosso - Lago Junior - Guyan Kanté | - Thierry Kassi - Marcelin Koffi - Tiassé Koné - Éric Toh - Aristide Zogbo - Pascal Angan - Ishmail Kamara |